# ریزوم-لیندهولم
ریزوم-لیندهولم (به آلمانی: Risum-Lindholm) یک شهر در آلمان است که در نوردفرایسلند واقع شده‌است. ریزوم-لیندهولم ۳٬۶۱۷ نفر جمعیت دارد.